# 필립 베이커 홀
필립 베이커 홀(영어: Philip Baker Hall, 1931년 9월 10일 ~ 2022년 6월 12일)은 미국의 배우이다.

## 출연 작품
- 매시
- 내가 죽기 전에 가장 듣고 싶은 말
- 엑소시즘
- 매그놀리아
- 부기 나이트
- 리노의 도박사
- 브루스 올마이티
- 인 굿 컴퍼니
- 에어 포스 원